# باد چاق‌کردن
باد چاق‌کردن اصطلاحی است میان شکارچیان و به معنی حرکت به سمت شکار به نحوی است که شکار بوی شکارچی را احساس نکند.
هنگامی که شکارچی قصد رفتن به کمین دارد بایستی جهت باد طوری باشد که شکار در مسیر بادی که از شکارچی می‌گذرد قرار نگیرد تا بوی او را احساس کند. برای همین او باید مسیری را انتخاب کند که یا باد از سمت شکار به سمت شکارچی باشد، یا باد از پهلو بوزد. اگر شکارچی این نکته‌ها را رعایت کند اصطلاحاً می‌گویند «باد شکار را چاق کرده» است. می‌گویند «اول باید باد رو چاق کنی بعد کمین بری.»